# Marija Iwanowna Jermakowa
Marija Iwanowna Jermakowa (russisch Мария Ивановна Ермакова; geborene Malygina, russisch Малыгина; geboren am 21. Juni 1894 in Korowino, Ujesd Melenki, Gouvernement Wladimir, Russisches Kaiserreich; gestorben am 28. März 1969 in Swerdlowsk (seit 1991 wieder Jekaterinburg), UdSSR) war eine russisch-sowjetische Lehrerin und Direktorin mehrerer Swerdlowsker Schulen.

## Leben
Marija Malygina wurde 1894 in dem Dorf Korowino (⊙) im zaristischen Russland in eine kinderreiche Bauernfamilie hineingeboren. Im Juni 1914 schloss sie das Kreisgymnasium mit einem Abschluss als Grundschullehrerin ab. 1916 zog die ganze Familie zunächst in das Dorf Werchnjaja Kurja (russisch Верхняя Курья; heute Motowilichinski Rajon, Perm, ⊙); dann in das Dorf Bisser (russisch Бисер, ⊙) im Gouvernement Perm.
In Bisser arbeitete sie bis 1926 als Grundschullehrerin. Hier hatte sie 1918 den Revolutionär und Mitorganisatoren der Bisserer Zellen der Kommunistischen Partei Russlands Pjotr Petrowitsch Ermakow (russisch Пётр Петрович Ермаков, 1883–1945) geheiratet. Nach der Oktoberrevolution wurde Marija Jermakowa Erste Sekretärin des kommunistischen Jugendbundes und Mitglied des Frauenausschusses. Im Oktober 1919 trat sie in die Kommunistische Partei ein.
1926 bekam ihr Mann einen neuen Job und sie zogen nach Troizk (⊙) in der Oblast Ural, wo sie als Lehrerin und stellvertretende Direktorin arbeitete. 1928 absolvierte sie ein externes Studium an der Historischen Fakultät eines Lehrerinstituts. 1929 zog die Familie nach Swerdlowsk (⊙). Dort arbeitete Jermakowa an der Schule Nr. 14, war dann verantwortlich für die siebenjährige Berufsschule und den Schulkomplex Nr. 11 (inklusive Kindergarten, Grund- und Sekundarschule). Von 1934 bis 1939 arbeitete sie als Leiterin der Schule Nr. 5, wo unter ihrer Aufsicht ein neues Schulgebäude errichtet wurde.
Danach arbeitete Jermakowa von 1939 bis 1940 als stellvertretende Leiterin der Abteilung Volksbildung der Oblast Swerdlowsk, 1940 bis 1941 als Leiterin für Realschullehrerausbildung, 1941 bis 1942 als Leiterin des Kinderhauses Nr. 2 und 1942 als Direktorin der Filmothek. 1942 kehrte sie zur Schule Nr. 5 zurück, setzte 1944 ihre Arbeit an der Schule Nr. 3 fort, ging dann zur Grundschule Nr. 7, von wo sie in den Ruhestand ging.
1941 schloss Jermakowa vier Kurse am Swerdlowsker Pädagogischen Institut ab. Neben ihrem Lehrerberuf engagierte sie sich bürgerschaftlich. 1926 bis 1926 war sie Abgeordnete im Stadtrat von Troizk, 1931 bis 1937 Mitglied des Plenums des Swerdlowsker Gebietskomitees der Bildungsgewerkschaft und 1932 bis 1938 Abgeordnete des Swerdlowsker Stadtrates.
Sie starb 1969 und wurde auf dem Schirokoretschenskoe Friedhof in Swerdlowsk beigesetzt.
Sie war Trägerin des Leninordens (1949) und erhielt mehrere Medaillen, wie „Für ausgezeichnete Arbeit“ (1967) und „Für tapfere Arbeit im Großen Vaterländischen Krieg 1941–1945“ (1945).